# Distretto di Mata Khan
Il distretto di Mata Khan è un distretto dell'Afghanistan appartenente alla provincia della Paktika.